# 林田紀子
林田 紀子（はやしだ のりこ、1955年 - ）は、日本のフリーアナウンサー、テレビディレクター、司会者。元長崎放送アナウンサー。

## 略歴
1955年長崎市生まれ。長崎県立長崎東高等学校、福岡教育大学卒業。長崎放送に入社し、同社のテレビ番組「えぷろん」で司会を務めた。後にフリーとなり、テレビ・ラジオ番組に出演する一方で、長崎ランタンフェスティバルなど様々なイベントで司会を務めている。また、2006年からは長崎文化放送「トコトン・サタデー」のディレクターとなり番組制作に関わっている。